# Jákup Dahl

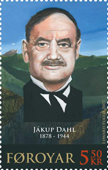
Jákup Dahl na farerskim znaczku pocztowym

Jákup Dahl (pol. Jakub Dahl, ang. Jacob Dahl, niem. Jakob Dahl, ur. 5 czerwca 1878 w Vágur, zm. 5 czerwca 1944 w Thorshavn) – farerski proboszcz kościoła narodowego (luterański Kościół Wysp Owczych, język farerski: Fólkakirkjan), tłumacz Biblii na język farerski, autor podręczników gramatyki farerskiej.
Tłumaczenie Biblii rozpoczął od Księgi Psalmów, której przekład ukończył w 1921. W 1937 opublikował przekład Nowego Testamentu. Prac nad pełnym przekładem Starego Testamentu nie zdołał ukończyć przed swą śmiercią w 1944. Rozpoczęte przez niego dzieło ukończył Kristian Osvald Viderø, pełny przekład Biblii w języku farerskim ukazał się w 1961.
Ponadto Jákup Dahl dokonał tłumaczeń pieśni kościelnych, w tym autorstwa Marcina Lutra, katechizmu i historii biblijnych.

## Dzieła
- 1908: Føroysk mállæra til skúlabrúks. (Język farerski do nauki w szkołach)
- 1913: Jólasálmar og morgun og kvøldsálmar (zbiór pieśni kościelnych)
- 1928: Glottar
- 1935: Ávegis
- 1948: Sólin og sóljan
- 1948: Meðan hildið verður heilagt. Lestrarbók. Tórshavn: Føroyskt kirkjumál (książki religijne)
- 1970: Í jólahalguni. Sólarris.
- Bíblia: Halgabók. Gamla testamenti og Nýggja. (Wydanie z oryginalnego przekładu Dahla i Viderø). Kopenhaga, Det Danske Bibelselskab, 2000